# اره (موسیقی متن)
اره: موسیقی متن اصلی فیلم (انگلیسی: Saw) یک آلبوم موسیقی متن برای فیلم ۲۰۰۴ اره است. این آلبوم در ۵ اکتبر ۲۰۰۴ توسط انترتینمنت وان میوزیک منتشر شد.